# Château des Anglais (Autoire)
Pour les articles homonymes, voir Château des Anglais.
Le château des Anglais est situé sur la commune d'Autoire, dans le département du Lot. 

## Historique
Dans les textes anciens, le château est désigné sous le nom de la Rocca. En 1178, la châtellenie de Saint-Céré dont dépend Autoire passe dans les possessions des vicomtes de Turenne. Autoire est à la frontière entre les comtés d'Auvergne et de Toulouse. C'est probablement à cette date que le château commence à être construit par le baron de Castelnau-Gramat sous la forme d'un abri sous roche fortifié accolé à la falaise.
Garin de Castelnau, seigneur de Gramat, rend hommage pour ses possessions, dont le château de la Roque d'Autoire, à Alphonse de Poitiers, comte de Toulouse, en 1259. En 1286, le château figure parmi les bourgs et seigneuries cédés par le roi de France au roi d'Angleterre.
Le château est occupé en 1378 par le capitaine de routiers Bernard de La Salle à la solde du roi d'Angleterre. Le château et le village fortifié a servi de repaire aux Compagnies anglaises pendant la guerre de Cent Ans. Juste après cette guerre, le seigneur d'Autoire font construire la tour avec un escalier à vis et mâchicoulis contre le logis fortifié.
En 1562, Autoire est occupé par les protestants. Un acte daté du 3 mars 1588 indique que le château a été occupé par une bande protestante commandée par Jean Mollé connu sous le nom de capitaine Vinsou qui se rend au gouverneur de Saint-Céré et à la communauté d'Autoire au bénéfice du vicomte de Turenne.
Pendant la Fronde, en 1647, le vicomte de Turenne, un des chefs de la Fronde, fait restaurer les défenses du château.
Ensuite le lieu est abandonné. Au XVIIIe siècle, les habitants commencent à piller les pierres du château, puis il est absorbé par les broussailles et passe dans l'oubli.
Le château a été inscrit au titre des monuments historiques le 26 octobre 1925.
Autour de la falaise, de nombreuses voies d'escalades ont été équipées

## Description
C'est une forteresse adossée à une falaise. L'ensemble fortifié avait une façade d'environ 200 m et 30 à 40 m de profondeur placé contre la falaise haute de 50 m. Il était réparti sur trois terrasses en escalier. Il possédait quatre tours dont il ne reste que la base. La tour nord avait une poterne. Une grotte fortifiée dès le XIIe siècle faisait partie de l'ensemble défensif. Il est probable qu'il devait exister une tour de guet au sommet de la falaise.
Le château des Anglais, avec une tour avancée, contrôlait l'accès principal à l'ensemble fortifié, au sud-ouest.